# Annikki (Vorname)
Annikki ist ein weiblicher Vorname aus Finnland.

## Herkunft und Bedeutung
Er ist eine Kose- und Verkleinerungsform von Anna.
In Finnland war Annikki einer der beliebtesten weiblichen Vornamen zwischen 1920 und 1940. In den 1930er-Jahren war Annikki sogar der häufigste Mädchenvorname.
Annikki kommt in der Kalevala-Sage als Schwester von Ilmarinen vor. In der finnischen Mythologie ist Annikki ein Waldgeist und die Schutzpatronin der Waldtiere.

## Namenstag
Namenstag ist der 9. Dezember.

## Namensträgerinnen
- Eija Annikki Vilpas (* 1957), finnische Schauspielerin